# Pedro Domínguez
Pedro Tanausú Domínguez Placeres (ur. 20 września 1990 w Las Palmas de Gran Canaria) – hiszpański piłkarz występujący na pozycji pomocnika w Zhejiang Greentown.